# 真夏のB.B.クィーンズ
『真夏のB.B.クィーンズ』（まなつのビービークィーンズ）はB.B.クィーンズの3枚目のオリジナル・アルバム。1991年7月3日にBMGビクター（現・アリオラジャパン）から発売された。

## 内容
「ぼくらの七日間戦争〜Seven Days Dream〜」を除いて自作曲である。TUBE、渚のオールスターズのカバーを収録。

## 批評
| 専門評論家によるレビュー | 専門評論家によるレビュー |
| レビュー・スコア         | レビュー・スコア         |
| 出典                     | 評価                     |
| ------------------------ | ------------------------ |
| CDジャーナル             | 肯定的                   |

CDジャーナルは、「これは良くできたポップスですね。坪倉vo曲はどちらかといえばアイドル寄り、近藤除く男vo曲はニューミュージック系。特に夏らしくはないですが爽やかな曲ぞろい。その中で近藤詞曲の『ないしょだよ』がカワイイ歌詞のわりにブルースしてるのはやはりというか、さすが。」と批評した。

## 収録曲
| #         | タイトル                                   | 作詞       | 作曲       | 編曲                                | 時間  |
| --------- | ------------------------------------------ | ---------- | ---------- | ----------------------------------- | ----- |
| 1.        | 「ぼくらの七日間戦争〜Seven Days Dream〜」 | 長戸大幸   | 織田哲郎   | 織田哲郎                            | 3:46  |
| 2.        | 「キラキラの夏 (大好きなこと)」            | 亜蘭知子   | 栗林誠一郎 | 明石昌夫                            | 4:00  |
| 3.        | 「いとしのSummer Days」                    | 小田佳奈子 | 栗林誠一郎 | 寺尾広                              | 4:55  |
| 4.        | 「ないしょだよ」                           | 近藤房之助 | 近藤房之助 | 明石昌夫 コーラスアレンジ：坪倉唯子 | 3:59  |
| 5.        | 「I Remember You」                         | 川島だりあ | 栗林誠一郎 | 寺尾広                              | 5:18  |
| 6.        | 「おしえて… (こども共和国国家)」           | 坪倉唯子   | 坪倉唯子   | 明石昌夫                            | 5:36  |
| 7.        | 「Stay In My Eyes」                        | 亜蘭知子   | 栗林誠一郎 | 寺尾広                              | 5:21  |
| 8.        | 「夏の彼方」                               | 小田佳奈子 | 栗林誠一郎 | 寺尾広                              | 4:39  |
| 9.        | 「風のNORTH SHORE」                        | 松本玲二   | 増崎孝司   | 寺尾広                              | 5:06  |
| 10.       | 「ココナッツに夢心地」                     | 川島だりあ | 増崎孝司   | 増崎孝司                            | 4:38  |
| 合計時間: | 合計時間:                                  | 合計時間:  | 合計時間:  | 合計時間:                           | 47:18 |

## 楽曲解説
1. ぼくらの七日間戦争〜Seven Days Dream〜
  - 3rdシングル。
2. キラキラの夏 (大好きなこと)
  - 新キャタピラー三菱CMソング
3. いとしのSummer Days
4. ないしょだよ
5. I Remember You
  - 3rdシングル「ぼくらの七日間戦争〜Seven Days Dream〜」のC/W。
6. おしえて… (こども共和国国家)
7. Stay In My Eyes
  - TUBEのカバー。
8. 夏の彼方
  - リードボーカル：宇徳敬子
9. 風のNORTH SHORE
  - 渚のオールスターズのカバー。
10. ココナッツに夢心地
  - リードボーカル：宇徳敬子

## 参加ミュージシャン

### B.B.クィーンズ
- 近藤房之助
- 坪倉唯子
- 宇徳敬子
- 村上遙
- 渡辺真美
- 栗林誠一郎
- 増崎孝司
- 望月衛介

| ぼくらの七日間戦争〜Seven Days Dream〜 - All Instruments：織田哲郎 - Chorus：栗林誠一郎 キラキラの夏 (大好きなこと) - Keyboards & Programming：明石昌夫 - Guitar：増崎孝司 - Chorus：栗林誠一郎 いとしのSummer Days - Keyboards & Programming：寺尾広 - Guitar：増崎孝司 - Sax：勝田一樹 - Chorus：栗林誠一郎 ないしょだよ - Keyboards & Programming：明石昌夫 - Guitar：増崎孝司 - Chorus Arrange & Chorus：坪倉唯子 I Remember You - Keyboards & Programming：寺尾広 - Guitar：増崎孝司 - Piano：小野塚晃 - Chorus：栗林誠一郎 | おしえて… (こども共和国国家) - Keyboards & Programming：明石昌夫 - Guitar：増崎孝司 - Chorus：YURIGAOKA CHILDREN CHORUS Stay In My Eyes - Keyboards & Programming：寺尾広 - Guitar：増崎孝司 - Chorus：坪倉唯子 夏の彼方 - Keyboards & Programming：寺尾広 - Guitar：増崎孝司 - Chorus：栗林誠一郎 風のNORTH SHORE - Keyboards & Programming：寺尾広 - Guitar：増崎孝司 - Chorus：坪倉唯子 ココナッツに夢心地 - Keyboards & Programming：寺尾広 - Guitar：増崎孝司 - Chorus：栗林誠一郎 |